# 크리스티안 팔루살루
크리스티안 팔루살루(에스토니아어: Kristjan Palusalu, 1908년 3월 10일 ~ 1987년 7월 17일)는 에스토니아의 레슬링 선수이다. 팔루살루는 그레코로만형과 자유형 헤비급 부문에서 유일하게 우승한 레슬링 선수가 되었다.
래네 주 사울레피에 있는 바레무루 마을에서 태어난 팔루살루는 1936년 베를린 올림픽에서 금메달 2개를 획득했다. 그는 에스토니아 국기를 올림픽 경기장으로 나르는 영광을 얻었다. 이러한 우승은 에스토니아 전역에서 팔루살루와 다른 에스토니아 선수들이 강을 건너 전국을 순회하면서 연설했다. 탈린 주민의 3분의 1이 그를 반겼으며 에스토니아 정부는 그에게 농장을 부여했다.
소련이 1940년에 에스토니아를 점령한후, 팔루살루는 1941년에 러시아 코틀라스에서 강제 노동에 시달렸다. 그는 다른 수감자와 함께 탈출을 시도했지만 며칠후에 체포되었다. 그는 동료 망명자와 함께 사형을 선고받았지만 계속되는 전쟁에서 핀란드와 맞서기 위해 최전선에 갈 기회를 얻었다. 그는 오네가호 북서쪽 카렐리야로 버려졌다. 한 핀란드 군인 수페르코 씨에 따르면 팔루살루와 그의 친구들은 "핀란드 소년은 에스토니아 사람을 쏘지 않는다"고 외쳤다. 팔루살루는 스포츠 배경이 있었던 핀란드 군대의 한 사람에게 곧 인정받게 되었다.
그는 투옥되었지만 독일의 지배를 받은 고국으로 돌아갈수 있었다. 소련 군대가 1945년에 다시 돌아온 후에 그는 체포되었다. 그러나 그는 나중에 강사와 심판으로 일할 수 있게 되었고 에스토니아에서도 일부 대회에 참가하게 되었다. 그는 에스토니아 사람들에게 잊혀지지 않았다.